# شهرستان گوجام شرقی
شهرستان گوجام شرقی (به لاتین: East Gojjam Zone) یک منطقهٔ مسکونی در اتیوپی است که در منطقه امهارا واقع شده‌است. شهرستان گوجام شرقی ۱۴٬۰۰۴٫۴۷ کیلومتر مربع مساحت و ۲٬۳۵۱٬۸۵۵ نفر جمعیت دارد.